# 精密單點定位
精密單點定位（英語：Precise Point Positioning）是一種全球導航衛星定位系統（GNSS）定位方法，和RTK的移動式接收器定位的方式不同，使用一台接收器的非差分載波相位觀測數據進行單點定位，但是其不能使用差分全球定位系统的方式消除誤差，所以利用精密衛星軌道和精密衛星鐘差進行修正，即可以達到釐米級的实时动态技术，因為其精度高加上使用範圍不侷限，目前被很多相關領域所運用。

## 優點
只需要利用一台的GPS接收器的觀測數據，在全球任意位置(包含南北兩極或是大氣層)都可以達到即時而且有較高精確度的定位

## 缺點
差分大約要等20分鐘，才會有較準確的位置。不過隨著可觀測衛星數量的增加，可能可以將延遲時間再縮短。